# Battaglia di Albulena
La battaglia di Albulena, nota anche come battaglia di Ujëbardha, fu combattuta il 2 settembre 1457 tra le forze albanesi guidate da Scanderbeg e un esercito ottomano sotto il comando di Isak bey Evrenoz e del nipote di Scanderbeg, Hamza Castriota.
Scanderbeg era stato il leader degli albanesi per oltre un decennio e aveva visto molte vittorie sulle armate ottomane. Tuttavia, dopo la sua sconfitta a Berat nel 1455 per mano di Isak bey, Scanderbeg fu tradito da alcuni dei suoi ufficiali più fidati, tra cui Moisi Arianit Golemi. Golemi tornò l'anno successivo con una forza ottomana sotto il suo comando, ma fu sconfitto nella battaglia di Oranik e si unì all'esercito di Scanderbeg. Successivamente, l'insoddisfatto Hamza Castriota tradì Scanderbeg e gli fu offerto il comando congiunto con Isak bey su una seconda forza d'invasione ottomana.
Gli ottomani arrivarono alla fine di maggio del 1457 e marciarono attraverso la valle del fiume Mat. Scanderbeg cercò di ritardare l'avanguardia, composta da cavalieri akincı, ma all'avvicinarsi della forza principale decise di ritirarsi. Sia Isak bey che Hamza avevano familiarità con la tattica di Scanderbeg, e pertanto il leader albanese ne adottò una nuova. Divise il suo esercito in diversi gruppi e ordinò loro di marciare in direzioni separate attraverso le montagne e di rimanere invisibili alle forze ottomane fino a quando non fosse stato dato il segnale di riorganizzarsi. Gli albanesi rimasero in formazioni separate fino a settembre, momento in cui gli ottomani erano ormai esasperati e convinti che Scanderbeg fosse stato sconfitto. Il 2 settembre 1457, Scanderbeg diede finalmente l'ordine ai suoi eserciti di riorganizzarsi e lanciò un attacco a sorpresa contro l'accampamento ottomano, uccidendo e catturando fino a 30 000 uomini. Tra loro c'era Hamza che fu poi mandato prigioniero in Italia, a Napoli.
La vittoria rafforzò il morale degli albanesi. Furono pochi, se non nessuno, gli ufficiali e i soldati che in seguito disertarono. La battaglia di Albulena è stata vista come la vittoria più brillante di Scanderbeg sugli ottomani. Essa tuttavia segnò anche il culmine della resistenza albanese, con l'inizio a una nuova fase nella guerra di Scanderbeg durata un quarto di secolo che avrebbe incluso le sue più feroci invasioni ottomane. Anche se lo stesso Scanderbeg morì nel gennaio 1468, la guerra si protrasse fino al 1478 e più tardi, nello stesso anno, cadde la principale fortezza albanese a Krujë, determinando infine l'annessione dell'Albania di Scanderbeg all'Impero ottomano.

## Sfondo

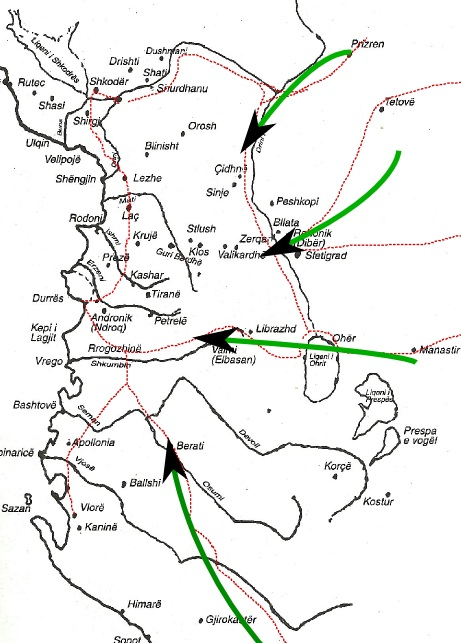
Le strade principali che attraversavano l'Albania e le rotte più comuni dell'invasione ottomana.

Scanderbeg, sovrano dell'Albania (in latino dominus Albaniae), aveva prestato servizio per diversi anni nell'esercito ottomano, sia come soldato che come comandante, prima di tornare in patria e iniziare una rivolta contro l'Impero ottomano nel 1444. La seconda battaglia del Kosovo nel 1448 si era conclusa con la sconfitta di Giovanni Hunyadi, voivoda della Transilvania mentre Scanderbeg e le sue forze erano in viaggio; egli tuttavia non arrivò perché il suo esercito era stato bloccato da Đurađ Branković, e non poté pertanto fornire aiuto. Hunyadi affrontò gli ottomani pensando che Scanderbeg non sarebbe arrivato e in riparazione, Scanderbeg devastò i domini di Brankovic. Come risultato di tal sconfitta, gli ottomani furono liberi dalla pressione ungherese, che era limitata a Belgrado e ai suoi dintorni. Nel 1455, Scanderbeg pose l'assedio a Berat, una fortezza che era stata sottratta al suo controllo nel 1450. Il risultato fu catastrofico per gli albanesi che soccombettero al contrattacco ottomano dopo la temporanea partenza di Scanderbeg dalla forza principale. Anche Alfonso V d'Aragona, l'alleato più utile e importante di Scanderbeg, subì un duro colpo alle sue ambizioni che annoveravano un impero pan-mediterraneo. Gli albanesi, tuttavia, riuscirono a recuperare il morale quando papa Callisto III, che aveva cominciato a temere che i suoi piani per la crociata sarebbero stati minati, promise di aiutare Scanderbeg.

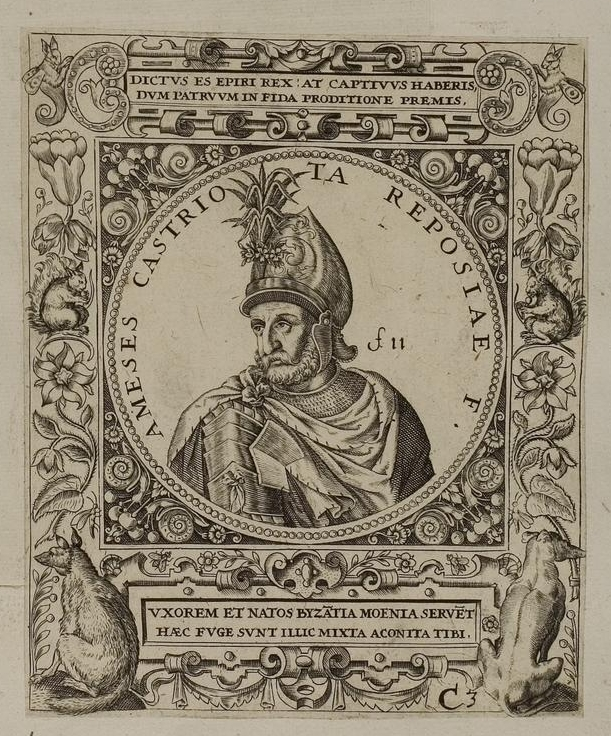
Hamza Castriota

Prima dell'inizio della crociata pianificata, il sultano Maometto II il Conquistatore (in turco el-Fātiḥ) decise di marciare contro l'Ungheria e l'Albania. Nell'aprile 1456 Scanderbeg inviò Pal Engjëlli, suo ambasciatore in Occidente, con una lettera al cardinale Domenico Capranica informando la Santa Sede del suo bisogno di aiuto. L'invasione ottomana avvenne nel maggio 1456 quando Moses Golemi, l'ex capitano di Scanderbeg che aveva disertato dopo la perdita di Berat, incontrò gli uomini di Scanderbeg nella battaglia di Oranik. La forza fu sconfitta e, per dimostrazione di misericordia, a Golemi fu permesso di tornare tra i ranghi albanesi senza punizione. Nel luglio 1456 Maometto II fece marciare un grande esercito per assediare Belgrado in Serbia, controllata dagli ungheresi, ma fu sconfitto da Hunyadi. Nello stesso anno, İbrahim II della dinastia Karamanide cercò di creare un'alleanza anti-ottomana che potesse includere il suo regno, Scanderbeg, Hunyadi, Callisto e Alfonso, i quali avrebbero agito di concerto per sconfiggere il sultano. I piani però non furono mai messi in pratica.
Le risorse di Scanderbeg si esaurirono dopo oltre un decennio di guerra continua. Alfonso e il papa non potevano provvedere completamente a lui, mentre Venezia continuava a indebolire Scanderbeg. La Repubblica di Venezia pose in considerazione la guerra con Scanderbeg poiché manteneva la sua alleanza con l'Aragona. Le relazioni con lo stato italiano peggiorarono ulteriormente quando Lekë Dukagjini, l'inafferrabile alleato di Scanderbeg nel nord, catturò Dagno. Anche se Scanderbeg non vi partecipò, Venezia usò tale conquista come casus belli per lanciare una spedizione contro Scanderbeg. La guerra non scoppiò mai, ma le relazioni albanesi-veneziane toccarono il punto più basso. I governanti veneziani continuarono a provocare Scanderbeg in un momento in cui era diventato relativamente debole a causa del fatto che suo nipote e uno dei suoi ufficiali più importanti, Hamza Castriota, disertarono e si unirono agli ottomani. Hamza era diventato insoddisfatto del crescente potere di Scanderbeg e, dopo essere stato ricevuto dal sultano, gli venne proposto il controllo su gran parte dell'Albania una volta conquistata. Colpito dal tradimento, Scanderbeg offrì un ultimatum a Venezia che doveva fermare le provocazioni o iniziare la guerra. Poiché si prevedeva una campagna contro gli ottomani, Venezia non volle sembrare filo-ottomana e allentò la propria posizione nei confronti dell'Albania.

## Campagna
Entro la fine di maggio 1457, un grande esercito ottomano fu visto in avvicinamento verso l'Albania. Scanderbeg inviò una lettera a Callisto informandolo dell'arrivo ottomano e del disperato bisogno di aiuti militari. Il papa rispose promettendo di inviare una flotta in Albania – anche se il nemico era a terra – ma questa non arrivò. Scanderbeg fu quindi lasciato a combattere da solo l'esercito ottomano in arrivo. Maometto II aveva posto Isak Bey Evrenoz e Hamza Castriota al comando della forza. Isak bey era un comandante esperto che aveva represso la ribellione di Giovanni Castriota nel 1430 e guidato il contrattacco ottomano durante l'assedio di Berat. Hamza portò con sé diversi nobili albanesi insoddisfatti e una conoscenza personale delle tattiche che poteva aspettarsi da Scanderbeg. In totale, le forze ottomane contavano tra 50 000 e 80 000 uomini. Eserciti di queste dimensioni erano solitamente comandati dal sultano stesso, e si sparse quindi la voce che Maometto II fosse a capo della campagna. Di contro, Scanderbeg aveva tra gli 8 000 e i 10 000 uomini per opporsi.

### La "scomparsa" di Scanderbeg

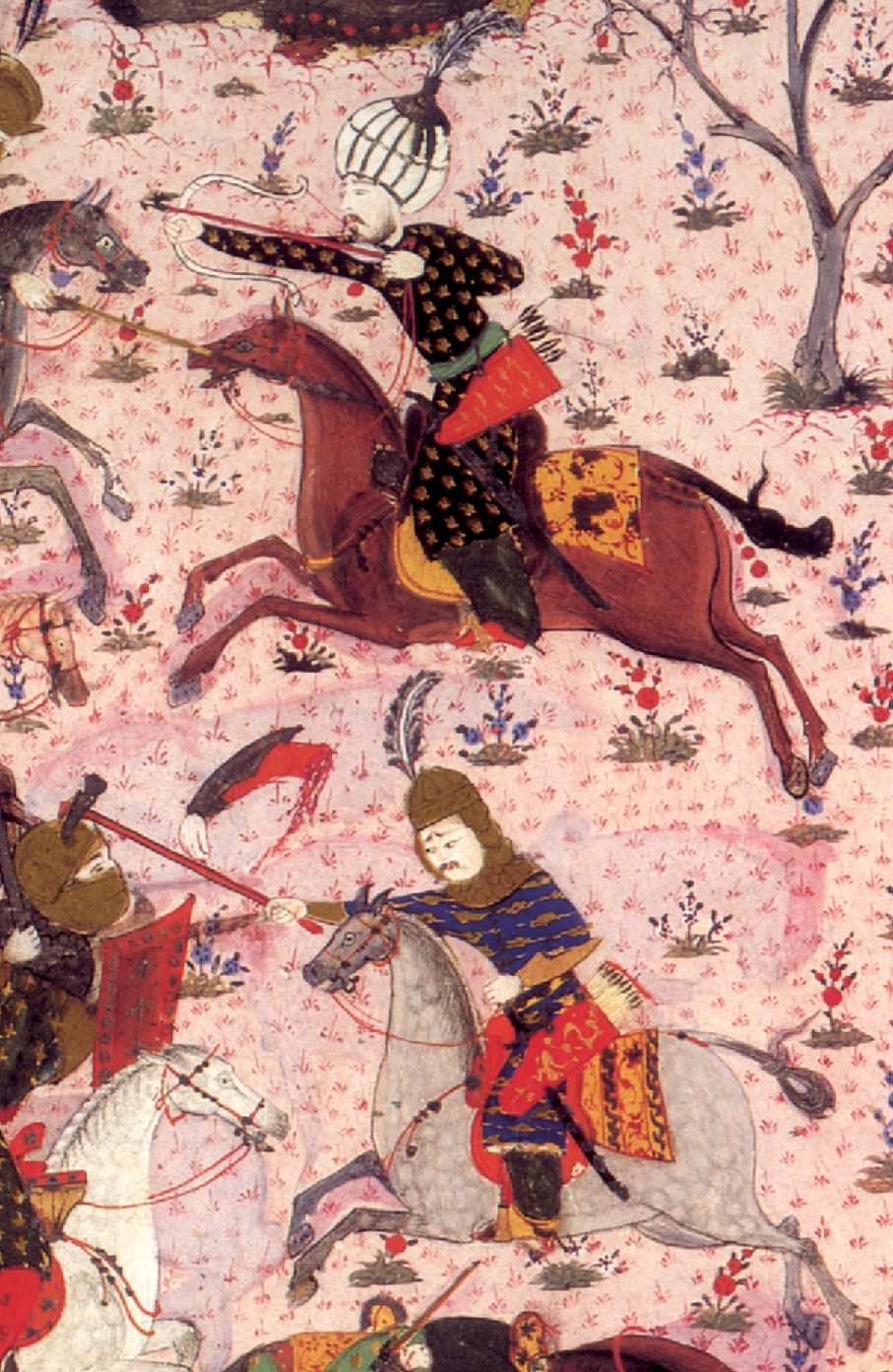
Particolare di una miniatura, che mostra due leader degli akıncı nella battaglia di Mohács, 1526.

L'esercito ottomano non marciò in Albania in un unico gruppo. I primi distaccamenti ad arrivare furono gli akıncı che marciarono attraverso Dibër. Scanderbeg bloccò l'avanzata di questa forza, ma, una volta arrivata la forza principale, gli albanesi non furono in grado di offrire ulteriore resistenza e si ritirarono. Rendendosi conto che entrambi i comandanti ottomani, Isak bey e Hamza, avevano familiarità con il terreno albanese e con le sue tattiche, Scanderbeg decise di adottare nuovi mezzi di combattimento. Normalmente, attirava il suo nemico in una trappola e poi gli tendeva un'imboscata. La sua nuova tattica era molto simile a quella adottata ma scelse di affrontarla in una modalità differente. Per rendere impossibile il suo inseguimento, Scanderbeg divise le sue forze in diversi gruppi e ordinò ai rispettivi comandanti di marciare attraverso le foreste e le montagne in direzioni diverse e di non radunare o assaltare mai gli ottomani a meno che non gli fosse stato ordinato di farlo. I guerrieri albanesi venivano riforniti dalla gente del posto e dai depositi di rifornimenti situati sulle montagne mentre erano in marcia.
Gli ottomani marciarono attraverso Mat e saccheggiarono l'area. Scanderbeg percorse le strade parallele attraverso le montagne. Poiché non aveva ancora combattuto Scanderbeg, Isak bey decise di non assediare Krujë, la principale fortezza dell'Albania, fino a quando non fosse stato certo del destino dell'albanese. Si accampò quindi con i suoi uomini nella zona a nord del monte Tumenishta (Skënderbeu) per attendere l'apparizione di Scanderbeg. Questa regione era chiamata Albulena (in albanese Uji i Bardhë), situata a sud dell'odierna Laç. Era circondata da una serie di colline protettive dove erano poste le guardie. Poiché Tumenishta servì come base principale per le incursioni di Scanderbeg nel campo ottomano durante l'assedio di Krujë (1450), Isak bey e Hamza si prepararono ad annientare qualsiasi resistenza che avrebbero trovato lì. Questo sforzo, tuttavia, fu vano poiché non furono sfidati da nessuna forza albanese. Ancora incerti sulle disposizioni di Scanderbeg, i comandanti ottomani rafforzarono le difese settentrionali dell'accampamento, mentre il lato orientale, in direzione di Tumenishta, rimase scarsamente difeso. I ricognitori ottomani attraversarono il fiume Mat nel nord dell'Albania e furono visti alle porte di Alessio (Lezhë), posseduta dai veneziani, e si avventurarono più in profondità nel territorio veneziano.
A causa della "scomparsa" di Scanderbeg, iniziarono a diffondersi voci secondo le quali era fuggito, poiché non era in grado di affrontare gli ottomani, e che i suoi uomini lo avevano tradito. Ciò fu ulteriormente confermato dai veneziani a Durazzo. Isak bey e Hamza continuarono tuttavia a essere cauti e le loro forze di ricognizione arrivarono fino a Scutari (Shkodër). Scanderbeg rimase in montagna per tutto luglio e agosto. Non è noto con certezza cosa abbia fatto il suo esercito mentre si trovava sulle montagne, ma aveva l'intento di logorare gli ottomani costringendoli ad aspettare e far credere loro di essere stato definitivamente sconfitto. Scanderbeg inviò quindi Gjergj (Giorgio) Pjetri a Roma come ambasciatore per dare al Papa la sensazione che l'Albania fosse stata definitivamente conquistata e che fosse necessario un aiuto per costringere gli ottomani a lasciare l'Albania. Il 17 settembre 1457, Callisto informò Scanderbeg di aver inviato Giovanni Navarra per aiutare a finanziare la crociata. Al suo arrivo, però, la situazione era già cambiata.

### Battaglia
La popolazione locale rimase fedele a Scanderbeg e non rivelò dove si trovasse. Isak bey e Hamza iniziarono a credere che Scanderbeg fosse stato sconfitto e avesse quindi iniziato a ritirarsi. Quando giudicò il momento giusto, Scanderbeg diede il segnale all'esercito, che fino ad allora era stato diviso in gruppi separati, di riunirsi senza essere visto dagli ottomani. L'esercito si radunò sulle colline di Tumenishta - poiché il punto più debole del campo ottomano era in questa direzione - e il 2 settembre 1457 fu nuovamente diviso in tre gruppi per assaltare l'accampamento ottomano. Con alcuni dei suoi uomini più fidati, salì su un'alta vetta per esplorare l'accampamento ottomano e vide che gli ottomani stavano riposando. Scese con la sua banda prescelta per eliminare eventuali guardie di guardia, ma una vide Scanderbeg e fuggì nell'accampamento urlando che Scanderbeg era arrivato. Per mantenere la sorpresa, Scanderbeg ordinò ai suoi uomini di prepararsi alla battaglia.
Con l'accompagnamento di un forte rumore prodotto da attrezzi metallici e armi sbattute insieme, gli albanesi caricarono l'accampamento turco. Gli ottomani furono colti di sorpresa e, nonostante il loro gran numero, furono terrorizzati dalla furia dell'assalto albanese, pensando che stavano attaccando in un numero maggiore di quello che in realtà avevano. Hamza provò a riordinare i suoi uomini, assicurando loro che gli albanesi erano pochi. Isak bey tentò di inviare rinforzi agli uomini di Hamza, ma l'arrivo di nuovi contingenti albanesi lo costrinse a invertire la sua attenzione. Una serie di cariche e controcariche di cavalleria mantennero la battaglia in movimento con una pioggia di missili e archibugieri che colpirono gli ottomani nel cuore dell'accampamento. Vedendo che erano circondati, le forze ottomane iniziarono a farsi prendere dal panico e si dileguarono. Hamza fu così catturato, e Isak bey fuggì. I morti ottomani potrebbero essere stati fino a 30 000, ma è improbabile che abbiano subito più di 15 000 morti. Inoltre, 15 000 uomini furono fatti prigionieri, ventiquattro stendardi furono catturati e tutte le ricchezze del campo andarono perdute a favore degli albanesi. Furono catturati anche molti uomini, tra cui Hamza Castriota. I guerrieri albanesi caduti furono sepolti nella Cattedrale di Santa Maria nel villaggio di Shumri (3 km a est di Mamurras) nei pressi del campo di battaglia.

## Conseguenze
La battaglia di Albulena fu significativa per la resistenza meridionale contro l'Impero ottomano. Franz Babinger, uno storico dell'Impero ottomano, descrive la battaglia come la vittoria più brillante di Scanderbeg. La battaglia di Albulena rafforzò il morale degli uomini di Scanderbeg che in seguito, solo raramente, se non del tutto, abbandonarono il suo esercito come aveva fatto invece Hamza. Lo stesso Hamza fu mandato prigioniero a Napoli nel regno di Alfonso dopo essere stato catturato. Un emissario ottomano fu inviato per riscattare gli alfieri e quaranta illustri prigionieri. L'emissario cercò anche di accordarsi per una tregua tra Maometto e Scanderbeg, ma quest'ultimo rispose che avrebbe accettato solo se Svetigrad e Berat, che erano state perse rispettivamente nel 1448 e nel 1450, venissero restituite al suo stato. Vedendo che Maometto non avrebbe accettato tali condizioni, Scanderbeg rafforzò le sue guarnigioni nell'area intorno a Svetigrad. La vittoria fece comunque guadagnare tempo all'Albania e all'Italia; nel 1460 Maometto II e Scanderbeg firmarono un armistizio che durò tre anni. Ciò diede a Scanderbeg l'opportunità di sbarcare in Italia e aiutare il figlio di Alfonso, Ferdinando I di Napoli, che era stato incoronato dopo la morte di suo padre. La battaglia aprì così una nuova fase nella guerra ottomano-albanese che vide il culmine della resistenza albanese e le più feroci invasioni ottomane dell'Albania durante il conflitto. La guerra durò fino alla caduta di Krujë nel 1478.
Il nome femminile albanese Albulena, nato in riferimento alla battaglia, è in uso ancora oggi.